# Papyrus Oxyrhynchus 1076
P. Oxyrhynchus 1076 (Nr. 910 nach Rahlfs) ist die Bezeichnung für das Fragment einer Pergamenthandschrift aus dem 6. Jahrhundert, das Teile aus dem Buch Tobit in griechischer Sprache enthält. Das Fragment wurde bei Oxyrhynchus in Ägypten gefunden und befindet sich heute mit der Signatur Ms. Gr. 448 in der John Rylands Library in Manchester.
Von dem einstigen Kodex ist lediglich der untere Teil eines einzigen Blattes von 9,5 cm × 13,9 cm erhalten. Vorder- und Rückseite sind zweispaltig in Alexandrinischen Majuskeln beschrieben und bezeugen Tob 2,2–5.8  in einer Rezension (GIII), die sowohl von der in den Codices Vaticanus und Alexandrinus (GI) einerseits und jener im Codex Sinaiticus (GII) andererseits abweicht.

## Textedition
- Arthur Surridge Hunt (Hrsg.): Oxyrhynchus papyri. Band VIII, Egypt Exploration Fund, London 1911, S. 6–9. (online)